# Кузнецов, Трофим
Трофим Кузнецов (22 июля 1885, село Казаковка, Сызранский уезд, Симбирская губерния — январь 1919) — иерей, святой Русской православной церкви, причислен к лику святых как священномученик в 2000 году для общецерковного почитания.

## Канонизация
Причислен к лику святых новомучеников и исповедников Российских для общецерковного почитания Деянием Юбилейного Архиерейского Собора Русской Православной Церкви, проходившего 13—16 августа 2000 года в Москве.
День памяти: Соборе новомучеников и исповедников Российских.